# AFC Women’s Champions League
Die AFC Women’s Champions League ist ein Wettbewerb für asiatische Frauenfußball-Vereinsmannschaften, der von der Asian Football Confederation (AFC) organisiert wird. Zunächst von 2019 bis 2023/24 unter der Bezeichnung AFC Women’s Club Championship als Pilotprojekt ausgetragen, wird sie seit der Saison 2024/25 unter der Bezeichnung AFC Women’s Champions League fortgeführt.

## Geschichte

### 2019–2024: Anfänge als Women’s Club Championship
Die Entscheidung zur Gründung eines Vereinswettbewerbs für den Frauenfußball fällte das AFC Women’s Football Committee im April 2018. Die erste Spielzeit des Wettbewerbs fand 2019 unter der Bezeichnung AFC Women’s Club Championship als Pilotprojekt mit den vier Meistern aus Australien, China, Japan und Südkorea statt. Der Wettbewerb wurde im November 2019 in einem Rundenturnier mit den Mannschaften Melbourne Victory, Jiangsu Suning, Nippon TV Beleza und Incheon Hyundai Steel Red Angels ausgetragen. Gruppensieger wurde der japanische Verein Nippon TV Beleza.
Nach der ersten Austragung entschied das Committee die Fortsetzung des Pilotprojekts, so sollten 2020 zunächst höchstens sechs Mannschaften teilnehmen. Die weitere Entwicklung sah für 2021 und 2022 acht und für 2023 und 2024 mindestens zwölf Teilnehmer aus allen AFC-Mitgliedsverbänden vor. Aufgrund der Corona-Pandemie konnte 2020 kein Wettbewerb ausgetragen werden, während 2021 als Rundenturnier eine weitere Testversion mit den vier Mannschaften Gokulam Kerala, Shahrdari Sirjan, Amman SC und Bunyodkor Taschkent stattfand. Sieger wurde der jordanische Verein Amman SC.
Für die Austragung 2022 wurde das Turnier in zwei Regionen mit jeweils ursprünglich vier Mannschaften aufgeteilt. Im Westen setzte sich der usbekische Verein FK Soʻgʻdiyona Jizzax und im Osten der thailändische Verein College of Asian Scholars durch. Das geplante Finalspiel im Oktober 2022 fand jedoch nicht statt. Auch die nächste Saison wurde in zwei Gruppen gespielt, ein geplantes Finalspiel wurde zunächst offiziell ohne Angabe von Gründen abgesagt, ehe es – nach Protesten der beiden Mannschaften – doch noch am 10. Mai 2024 ausgespielt wurde. Dabei setzte sich Urawa Red Diamonds aus Japan gegen Incheon Hyundai Steel Red Angels aus Südkorea durch.

### Ab 2024: Fortführung unter neuem Namen
Zur Saison 2024/25 wurde der Wettbewerb zur vollwertigen AFC Women’s Champions League umstrukturiert, womit er nun allen 47 Mitgliedsverbänden der AFC offen steht. Jeder dieser Verbände durfte fortan ihren jeweiligen Frauen-Landesmeister entsenden. Durch die erhöhte Teilnehmeranzahl wird der Gruppenphase mit zwölf Vereinen eine Qualifikationsrunde vorgeschaltet.  Beide Runden finden jeweils pro Gruppe an einem zentralen Ort statt. Für die erste Saison wurden die Mannschaften anhand der Position ihres Landesverbandes in der FIFA-Weltrangliste von März 2024 geordnet. Die Finalrunde wird, angefangen beim Viertelfinale, durchgängig in einem Spiel entschieden, wobei das Halbfinale und das Finale an einem zentralen Ort stattfinden. Der Turniersieger qualifiziert sich ab 2024/25 für den neu geschaffenen FIFA Women’s Champions Cup.

## Die Endspiele und Sieger
| Jahr    | Sieger                       | Ergebnisse            | Zweiter                          |
| ------- | ---------------------------- | --------------------- | -------------------------------- |
| 2019    | Nippon TV Beleza             | (Ligasystem)          | Jiangsu Suning                   |
| 2021    | Amman SC                     | (Ligasystem)          | Shahrdari Sirjan                 |
| 2022    | College of Asian Scholars    | (Ligasystem)          | Taichung Blue Whale              |
| 2022    | FK Soʻgʻdiyona Jizzax        | (Ligasystem)          | Bam Khatoon                      |
| 2023/24 | Urawa Red Diamonds           | 2:1                   | Incheon Hyundai Steel Red Angels |
| 2024/25 | Wuhan Jianghan University FC | 1:1 n. V. (5:4 i. E.) | Melbourne City FC                |
| 2025/26 |                              |                       |                                  |

## Torschützenköniginnen
| Jahr    | Spieler              | Verein                   | Tore |
| ------- | -------------------- | ------------------------ | ---- |
| 2019    | Mina Tanaka          | Nippon TV Beleza         | 04   |
| 2021    | Elshaddai Acheampong | Gokulam Kerala           | 02   |
| 2021    | Afsaneh Chatrenoor   | Shahrdari Sirjan         | 02   |
| 2021    | Maysa Jbarah         | Amman SC                 | 02   |
| 2021    | Dildora Nozimova     | Bunyodkor Taschkent      | 02   |
| 2022    | Su Yu-hsuan          | Taichung Blue Whale      | 02   |
| 2023/24 | Kiko Seike           | Urawa Red Diamonds       | 07   |
| 2024/25 | Terry Engesha        | Incheon Steel Red Angels | 05   |
| 2024/25 | Miki Itō             | Urawa Red Diamonds       | 05   |